# Total Drama Island
Total Drama Island är en amerikansk–kanadensisk tecknad TV-serie som började sändas i amerikanska Cartoon Network den 7 juni 2008. Serien är en parodi på olika reality-shower, till exempel Expedition: Robinson. Det handlar om 22 16-åringar som kommer till en ö för att delas upp i två lag som ska utföra tester och utmaningar. Vid dagens slut får vinnarlaget inte bara stanna kvar längre, utan dessutom priser som gagnar dem. Förlorarlaget samlas vid brasan på kvällen för att välja den person i laget de vill rösta bort. När röstningen är avslutad delar programledaren Chris ut marshmallows till alla som har klarat sig. Den person som inte får en marshmallow måste gå ner för Skammens brygga och lämna ön med Loserbåten. Den deltagare som är kvar i slutet av programmet vinner 100 000 amerikanska dollar i kanadensiska dollar. Chris har satt upp en kamera i toaletten, så att deltagarna kan gå in när de vill och berätta om t.ex. hur de känner inför en utmaning. Det sänds i Cartoon Network, även i Sverige.
Total Drama Island har en andra säsong som heter Total Drama Action som utspelar sig i en filmstudio, den tredje heter Total Drama World Tour. Den fjärde säsongen Total Drama: Revenge of the Island utspelar sig på ön igen med 13 nya deltagare. Den femte säsongen, Total Drama All-Stars, utspelar sig på återigen samma ö denna gång med de 14 mest omtyckta karaktärerna från tidigare fyra säsonger. Den sjätte och senaste, Total Drama Pahkitew Island, utspelar sig på en annan ö i västra Kanada med 14 helt nya deltagare.

## Röster
- Anton Olofson Raeder - Chris McLean
- Elina Raeder - Heather
- Annie Öster - Gwen
- Nassim Al Fakir - Owen
- Leo Hallerstam - Duncan
- David Lenneman - Chef Hatchet (säsong 1-3)
- Mikaela Tidermark Nelson - Lindsay
- Ayla Kabaca - Leshawna
- Gabriel Odenhammar - Cody och D.J.
- Simona Holmström - Bridgette
- Claudia Galli - Katie och Eva
- Anna Nordell (numera Engh) - Izzy
- Mia Kihl - Sadie
- Jamil Drissi - Noah och Justin (Ezekiel säsong två och framåt)
- Victor Segell - Geoff och Josh
- Cecilia Grinndal - Beth
- John Maxe - Trent, Harold och Alejandro
- Richard Wrede - Ezekiel
- Sean Kelly - Tyler
- Tove Edfeldt - Courtney
- Emma Lewin - Jasmine
- Ole Ornered - Brick och Chef Hatchet (säsong 4 och framåt)
- Daniel Sjöberg - Don